# Enfield, Maine
Enfield är en kommun i Penobscot County i delstaten Maine, USA.